# Иконописец

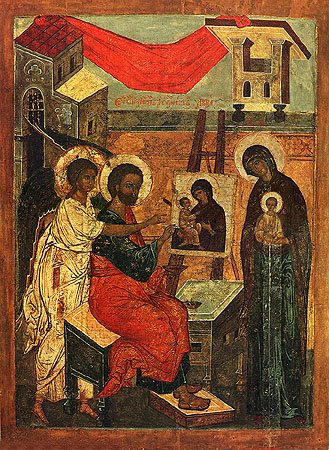
Евангелист Лука, пишущий икону Богородицы

Иконопи́сец (др.-рус. зографъ, изуграфъ, образописец, писец иконный) — иконописный мастер, специализирующийся в создании икон.

## Появление
По преданию первым иконописцем стал евангелист Лука, написавший образ Богородицы.
Первым русским иконописцем, известным по имени, является Алипий Печерский.
Традиционно иконописец, в отличие от художника, не рассматривается как автор конкретного образа, он — только проводник божественной истины. Именно этим можно объяснить практически полное отсутствие авторских подписей на иконах до XVII века.
Требования, предъявляемые церковью к иконописцам, были сформулированы Стоглавым собором в 1551 году. По итогам Стоглавого Собора как эталон написания каноничных иконографий были созданы «Новгородские таблетки», в которых показано, как правильно изображать иконописцам те или иные сюжеты. Решениями собора иконописцы фактически объявлялись особым церковным чином — младшими клириками. Тогда же эталоном каноничности объявлены иконы Андрея Рублёва.

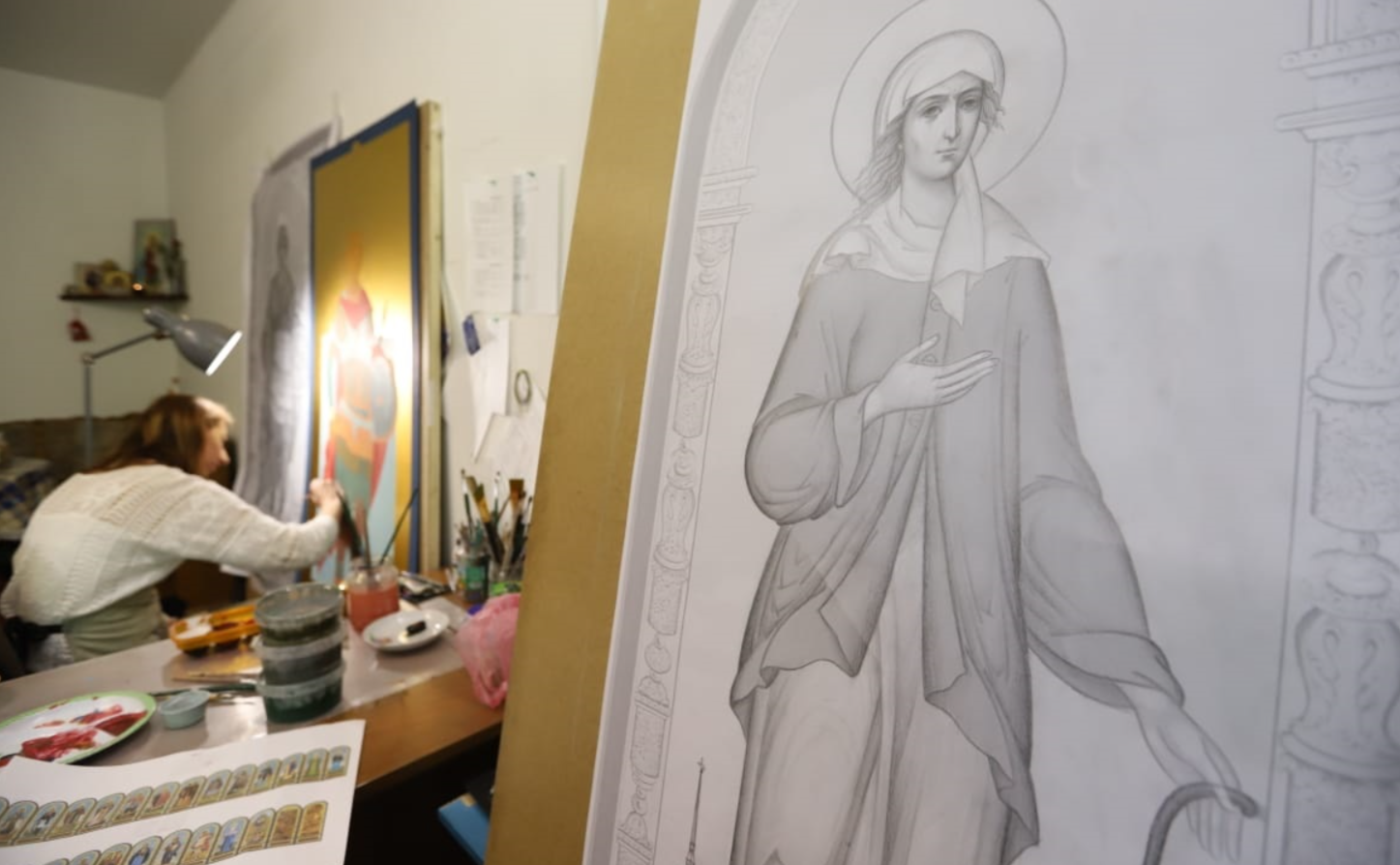
Современный иконописец за работой. Ярославль, Россия

Высокие требования к качеству иконописи и к личностям, создающим иконы, специфика мастерства сложили особую терминологию и специализацию:
- Знаме́нщик — наиболее опытный мастер, создающий (знаме́нящий) рисунок будущей иконы;
- Доличник — мастер, специализирующийся в писании одежд, пейзажных стаффажей и прочих элементов иконы, кроме лично́го письма; в свою очередь доличник может иметь специализацию:
  - Травщик — изображающий растения
  - Платечник — специализирующийся в написании одежд
  - и др.
- Личник — мастер в личном письме — изображении лиц, рук и прочих открытых частей тела, управлявший важным духовным местом в иконе — его ликом: творящий пробела (мазки белой краской, высветляющие форму из темноты земного мира) на лике святого с безукоризненной точностью, влияющей на состояние молящихся в храме; искусство личника ценилось особенно;
- Жалованный иконописец — мастер, работающий при дворе царя или патриарха и получающий постоянное жалованье;
- Кормовой иконописец — нанимаемый на время выполнения заказа и получающий «корм» — вознаграждение;
- Городовой иконописец — иногородний иконописец, вызывавшийся (нередко принудительно) при проведении крупных работ в центральных городах или монастырях;
- Фурильщик — мастер, работающий в технике придания свежей иконописи характера «старой»;
- и др.

Иконописцу XVI века не так требовался разум и рационально понимаемое мастерство, как нужны были душевные качества, истинная вера, пост и молитва, с помощью которых он мог получить своё мастерство как благодать. Требования к художественному творчеству, оформленные на Стоглавом соборе 1551 года, гласили: «Подобает бытии живописцу смирену, кротку, непразднословцу, несмехотворцу, несварливу, независтливу, непьяницы, неграбежнику, неубийцы».
Средневековое иконописание опиралось на три «кита». Образец — первый «кит». Второй «кит» — «чин», которому придавалось огромное значение как основополагающему принципу средневековой культуры. Безчиние не допускалось, «самочиние» осуждалось, как смертный грех. Третьим «китом» художественного творчества был всё же «талант», открытое Богом «учение иконного письма», «рукоделие», «премудрое» искусство, о которых говорилось в той же 43-й главе «Стоглава».